# Lidia Zamenhof
Lidia Zamenhof (Varsó, 1904. január 29. – Treblinka, 1942.) Klara és L. L. Zamenhof legkisebb lánya, lengyel nyelvész, eszperantista, műfordító, tanárnő. Testvérei: Adam Zamenhof és Zofia Zamenhof.

## Életútja
Lidia Zamenhof kilenc évesen tanult meg eszperantóul. 14. életévében már fordításokat készített a lengyel irodalomból. Első publikációja néhány évvel később jelent meg. Miután 1925-ben befejezte jogi egyetemi tanulmányait, teljes egészében az eszperantóval foglalkozott. Még ugyanebben az évben a genfi 17. Eszperantó Világkongresszuson megismerkedett a bahá'í hittel. Lidia a varsói Konkordo eszperantó társaság titkára lett, gyakran tartott előadásokat és tanfolyamokat. Az 1924-es bécsi Eszperantó Világkongresszus óta minden kongresszuson részt vett. Az eszperantó Cseh módszertan tanáraként Lidia propaganda utakat tett és tanfolyamokat vezetett különböző országokban.
Aktívan részt vett a eszperantó diákmozgalomban; a Nemzetközi Diákligában, az Eszperantó Világszövetségben, a Cseh Intézetben és a bahá'í hitben. Ezen kívül Lidia írt a Literatura Mondo újságba – főleg a lengyel irodalomról szóló tanulmányokat –, és közreműködött a Pola Esperantisto, a La Praktiko, a Heroldo de Esperanto, az Enciklopedio de Esperanto és más eszperantó kiadványok szerkesztésében is.
1937-ben hosszabb időre az Egyesült Államokba utazott. 1938 decemberében el kellett hagynia az Egyesült Államokat, mert a Bevándorlási Hivatal nem hosszabbította meg tartózkodási engedélyét az eszperantó nyelv illegális oktatása miatt. Miután visszatért Lengyelországba, beutazta hazáját, eszperantó nyelvet tanított és a bahá'í hitet népszerűsítette.
Lidia Zamenhof nekiállt eszperantóra fordítani Zygmunt Krasiński Irydion című drámáját, a lengyel romantika egyik legbonyolultabb, nagyon nehezen fordítható, filozófiai és történelmi utalásokkal teli  művét. Sajnos, nem jelent meg teljes egészében – valószínűleg egy bátor kiadó hiánya miatt. A mű töredéke érhető csak el: a negyedik rész utolsó jelenete megtalálható a Pola Esperantisto 1928-as évi kiadásában, az 1. sz. 7–10. oldalán.
Zamenhof javításokat hajtott végre az Andersen meséiben, 2–4 kötetek, amelyet édesapja fordított és apja halála után publikált. Lidia 1925-ben kezdte meg a művek kiadását, saját fordításként, külön kötetben. Még ebben az évben jelentek meg Henryk Sienkiewicz novelláinak fordításai is, 1932-ben pedig Bolesław Prus novellái. A Sienkiewicz Quo Vadis c. Nobel-díjas művének fordítása különös hírnevet hozott-e neki? írta , melynek eszperantó fordítása 1933-ban jelent meg. Bahá'u'lláh, a bahá'í vallás alapítójának művét is lefordította, amelyet a Bizonyosság könyvének neveztek.
A második világháború alatt Lidia Zamenhof a holokauszt áldozata lett. A német megszállás alatt letartóztatták és a varsói gettóba zárták. Ott megpróbált segíteni másoknak gyógyszerek és ételek biztosításában. Végül a treblinkai megsemmisítőtáborba szállították, ahol valamikor 1942 nyara után meggyilkolták.
Zamenhof születésének 100. évfordulója alkalmából jelent meg a Hogy az emberiség napjai világosabbak legyenek című könyv, Lidia Zamenhof cikkeivel, esszéivel, áttekintéseivel és átfogó publicista műveivel.

## Művei
Fordítás:
1. la ampleksa libro pri la Bahaa Kredo: Bahá'u'lláh kaj la Nova Epoko de John Esslemont;
2. la libro de Baha'u'llah, fondinto de la Bahaa komunumo, nomita Libro de Certeco;
3. Parizaj Paroladoj de 'Abdu'l-Bahá“;
4. Iridiono (dramo)|Iridiono de l' klasika pola aŭtoto Zygmunt Krasiński;
5. noveloj de Bolesław Prus;
6. Quo Vadis?, de Henryk Sienkiewicz;

Eredeti mű:
- Hogy az emberiség napjai világosabbak legyenek – Lidia Zamenhof valamennyi eredeti műve, kiadó: Flandra Esperanto-Ligo, 2009

## Emlékezete
- Miután a Baha'i Esperanto Liga (BEL) 1993-ban a Zamenhof Alapítványnak nyújtott támogatást, a lengyelországi białystoki Dr. Ludwik Zamenhof Gyermekklinikai Kórház Lidia tiszteletére kórtermet nevezett el, ezt egy tábla jelzi.
- Emlékére és tiszteletére 1995 decemberében külön találkozót tartottak az Egyesült Államok fővárosában, Washingtonban, a Zsidó Holokauszt Múzeumban. Az esemény felhívta a figyelmet az eszperantisták arra irányuló erőfeszítéseire, hogy üldözött zsidókat megmentettek meg a második világháború alatt.
- Szimbolikus sírja egy emléktábla a Klara Zamenhof sírnjánál található a varsói zsidó temetőben az Okopowa utcában, Varsóban.

## Fordítás
- Ez a szócikk részben vagy egészben  a   Lidja Zamenhof című eszperantó Wikipédia-szócikk ezen változatának fordításán alapul.  Az eredeti cikk szerkesztőit annak laptörténete sorolja fel. Ez a jelzés csupán a megfogalmazás eredetét és a szerzői jogokat jelzi, nem szolgál a cikkben szereplő információk forrásmegjelöléseként.